# Напади на Србе током српско-турских ратова
Прогон и напади на српско становништво десили су се на османском Косову 1878. године, као последица српско-турских ратова (1876–78). У нападима су учествовале и албанске трупе, по налогу султана Абдула Хамида Другог.
Српским ослобођењем Ниша, Кумановци су дочекали српску војску која је кренула на Врање и Косово. Српска артиљеријска паљба чула се током целе зиме 1877/78.  Османске албанске трупе из Дебра и Тетова побегле су са фронта и прешле Пчињу, пљачкајући и силујући успут. У склопу српско-турског рата, султан Абдул Хамид Други је пустио своје помоћне трупе које су се састојале од косовских Албанаца на преостале Србе пре и после повлачења османске војске 1878. године.   Тензије у виду осветничких напада на локалне косовске Србе су расле током долазака Албанских избеглица, које су допринеле почецима текућег српско-албанског сукоба у наредним деценијама.
Дана 18. јануара 1878. 17 наоружаних Албанаца сишло је са планина у Осларе. Прво су стигли до куће Арсе Стојковића, коју су опљачкали и испразнили. Погођен је у стомак, док је био још жив, узео је колац и задао снажан ударац стрелцу у главу, те је стрелац умро са њим. Сељани су затим брзо ушли у оружану борбу са Албанцима и убили их.
Дана 19. јануара 1878. године 40 албанских дезертера који су се повлачили од османске војске упали су у кућу старешине Ташка, кмета, у Бујановачком крају, везали мушкарце и силовали његове две ћерке и две снаје. Албански дезертери су пијани пресретнути код Лукарца, где су сви претучени на смрт.
У исто време у Приштини је дошло до масакра Срба. У Приштину су 26. јануара дошле избеглице из села насељених Албанцима са вестима да су српске испоставе већ у Грачаници. Наоружани Албанци су се окупили у махали Панађуриште насељеној Србима. Почели су од куће оружара Јована Јанићијевића-Ђаковца, који је имао много оружја. Врата су дрхтала од удараца, а нико се није отварао. У сукобу је убрзо убијена Јованова жена, док су Јован и његов рођак Стојан, бранећи се, убили неколико Албанаца. Кућа је тада била изрешетана хицима. Снажно су се бранили, а у самој улици су многи страдали. Нападачи су се удаљили, па се вратили са сеном и сламом да их спале. Стојан је у сукобу обезглављен, а нападачи су потом његову одсечену главу бацили међу себе на улицу. Јован је убрзо затим убијен. За 20 Албанаца, тражена је одмазда и само једна од кућа, Хаџи-Косте, дала је 17 жртава.

## Наслеђе
Отомански пораз, уз нове геополитичке околности после 1878. којем су се противили албански националисти, резултирао је антихришћанским ставовима међу њима који су на крају подржали оно што је данас познато као „етничко чишћење“ које је натерало део становништва косовских Срба да оде. 
Уочи Балканских ратова (1912–13), вођа заједнице косовских Срба Јањићије Поповић изјавио је да су ратови 1876–1878 „утростручили“ мржњу Турака и Албанаца према Србима.